# Christoph Gottschalk
Christoph Gottschalk (* 17. August 1953) ist ein deutscher Unternehmer. Er selbst sieht sich in der Funktion eines Media Brokers als Vermittler zwischen prominenten Persönlichkeiten, deren Werbepartnern und den Fernsehsendern.

## Familie
Christoph Gottschalk wurde als Sohn des Rechtsanwalts Hans Gottschalk (* 1902 in Oppeln; † 1964 in Kulmbach) und dessen Frau Rutila (* 1922; † 2004) in Bamberg geboren. Er hat zwei Geschwister, den drei Jahre älteren Rundfunk- und Fernsehmoderator, Entertainer und Schauspieler Thomas Gottschalk (* 1950) sowie die jüngere Schwester Raphaela (* 1960). Er lebt mit seiner Ehefrau Regina in München. Das Paar hat eine gemeinsame Tochter.

## Leben
Nach dem Abitur studierte Christoph Gottschalk Rechtswissenschaft mit dem Schwerpunkt auf Medienrecht. Anschließend begann er eine Dissertation mit dem Thema Verbotenes und erlaubtes Product-Placement im TV, die er allerdings nie fertigstellte.
Bereits in frühen Jahren spezialisierte er sich auf Werbung in Film und Fernsehen. Durch ihn wurde in den 1980er Jahren die Produktplatzierung im deutschen Fernsehen eingeführt: Er zeichnete dafür verantwortlich, dass in der Kriminalreihe Tatort Fahrzeuge der Marke Opel eingesetzt wurden, wofür das Unternehmen bezahlte. Darüber hinaus stattete er einige James-Bond-Filme mit Motorrädern von BMW aus. Gemeinsam mit Thomas Gottschalk entwickelte er 1992 das in Deutschland neuartige Sendekonzept für Gottschalk Late Night und verkaufte es zusammen mit der Moderationstätigkeit seines Bruders an RTL. 1999 gründete Christoph Gottschalk die Dolce Media, mit der er dem ZDF die Rechte an der Sendung Wetten, dass..? abkaufte und international vermarktete. Die Dolce Media vermittelt Prominente als Testimonials an Firmen und organisiert auch die Auftritte der Gäste bei Wetten, dass..?. Thomas Gottschalk stieg 2009 aus der Firma aus.
Deutschlandweite Bekanntheit erlangte Christoph Gottschalk im Jahr 2000 durch gemeinsame Auftritte mit seinem Bruder in Werbespots für die Aktie der Deutschen Post AG.